# Litauens presidentpalats
Litauens presidentpalats är det officiella residenset för Litauens president.
Presidentpalatset ligger i gamla stan i Vilnius och är granne till det stora universitetsområdet.